# Szemikarakorszki járás
A Szemikarakorszki járás (oroszul: Семикаракорский муниципальный район) Oroszország egyik járása a Rosztovi területen. Székhelye Szemikarakorszk.

## Népesség
- 1989-ben 52 222 lakosa volt.
- 2002-ben 54 125 lakosa volt.
- 2010-ben 52 833 lakosa volt, melyből 42 344 orosz, 2 988 török, 1 230 ukrán, 621 örmény, 480 koreai, 349 azeri, 348 fehérorosz, 207 komi, 188 cigány, 186 tabaszaran, 163 moldáv, 111 mordvin, 108 tatár, 103 német, 100 udmurt, 58 mari, 56 csuvas, 39 grúz, 33 avar, 33 üzbég, 32 oszét, 31 kurd, 27 ezid stb.